# Екатерини Карадза
Екатерини Боцари (на гръцки: Αικατερίνη Μπότσαρη), известна като Роза Боцари, е дъщеря на революционера Марко Бочар. Родена е през 1818 или 1820 г. в Янина.
Заради чара и красотата си Катерина става първа придворна дама на кралица Амалия Гръцка.
Увековечена е на картина от 1841 г. на майстора на четката Карл Йозеф Щилер. Портретът ѝ се съхранява в известната „Галерия на красавиците“ (на немски: Schönheitengalerie) на крал Лудвиг I Баварски. Името ѝ Роза Боцари носи сорт рози, селектиран през 1856 г.
През 1845 г. се омъжва за Георге Караджа, от когото има четири деца, две от които умират в ранна възраст.